# Liste der Kulturdenkmale in Rosenfeld
In der Liste der Kulturdenkmale in Rosenfeld sind alle Bau- und Kunstdenkmale der Stadt Rosenfeld und ihrer Teilorte verzeichnet, die im „Verzeichnis der unbeweglichen Bau- und Kunstdenkmale und der zu prüfenden Objekte“ des Landesamts für Denkmalpflege Baden-Württemberg verzeichnet sind.
Diese Liste ist nicht rechtsverbindlich. Eine rechtsverbindliche Auskunft ist lediglich auf Anfrage bei der Unteren Denkmalschutzbehörde des Zollernalbkreises erhältlich.

## Allgemein
- Bild: Zeigt ein ausgewähltes Bild aus Commons, „Weitere Bilder“ verweist auf die Bilder im Medienarchiv Wikimedia Commons.
- Bezeichnung: Nennt den Namen, die Bezeichnung oder die Art des Kulturdenkmals.
- Lage: Straßenname und Hausnummer oder Flurstücknummer des Kulturdenkmals, gegebenenfalls auch den Ortsteil. Die Grundsortierung der Liste erfolgt nach dieser Adresse. Der Link (Karte) führt zu verschiedenen Kartendiensten mit der Position des Kulturdenkmals. Fehlt dieser Link, wurden die Koordinaten noch nicht eingetragen. Sind diese bekannt, können sie über ein Tool mit einer Kartenansicht einfach nachgetragen werden. In dieser Kartenansicht sind Kulturdenkmale ohne Koordinaten mit einem roten bzw. orangen Marker dargestellt und können durch Verschieben auf die richtige Position in der Karte mit Koordinaten versehen werden. Kulturdenkmale ohne Bild sind an einem blauen bzw. roten Marker erkennbar.
- Datierung: Baubeginn, Fertigstellung, Datum der Erstnennung oder grobe zeitliche Einordnung entsprechend des Eintrags in der zuständigen Denkmaldatenbank (Landesamt für Denkmalpflege Baden-Württemberg).
- Beschreibung: Kurzcharakteristik des Kulturdenkmals.

## Bickelsberg
| Bild           | Bezeichnung        | Lage                                     | Datierung            | Beschreibung | ID |
| -------------- | ------------------ | ---------------------------------------- | -------------------- | --- | -- |
|                | Rat- und Schulhaus | Bickelsberg, Albstraße 5 (Karte)         | 1883                 | Dreigeschossiges Gebäude mit Satteldach in Hanglage. Massives Erdgeschoss und erstes Obergeschoss, zweites Obergeschoss verschindelt. Geschützt nach § 2 DSchG                   |    |
|                | Bauernhaus         | Bickelsberg, Engelgasse 16 (Karte)       | Anfang 19. Jh.       | Geschützt nach § 2 DSchG |    |
| Weitere Bilder | Wasserbehälter     | Bickelsberg, außerhalb des Ortes (Karte) | um 1905              | Wasserbehälter in einem Erdhügel. Steinfassade mit Rundbogenportal und Inschrift „Wasserwerk Rosenfeld“. Die Inschrift ist allerdings stark beschädigt. Geschützt nach § 2 DSchG |    |
|                | Georgskirche       | Bickelsberg, Mittlere Straße 12 (Karte)  | 1746 (Kirchenschiff) | Glockenturm von älterem Vorgängerbau. Saalkirche im Stil des Bauernbarock. Spätgotischer Taufstein, Kanzel von 1751, Orgelprospekt aus dem 18. Jh. Geschützt nach § 28 DSchG     |    |
|                | Bauernhaus         | Bickelsberg, Mittlere Straße 14 (Karte)  | um 1700              | Zweigeschossiger, verputzter Fachwerkbau mit Satteldach. Östliche Giebelseite mit freiliegendem Fachwerk. Geschützt nach § 2 DSchG                                               |    |

## Brittheim
| Bild | Bezeichnung                      | Lage                                | Datierung    | Beschreibung | ID |
| ---- | -------------------------------- | ----------------------------------- | ------------ | --- | -- |
|      | Allerheiligenkirche              | Brittheim, Hauptstraße 2 (Karte)    | 1860/61      | Verputzter Saalbau mit Satteldach, Westturm mit Rhombendach und Eckfialen. Turm im Kern mittelalterlich. Kirchhofmauer und Gefallenendenkmal im Kirchhof. Geschützt nach § 2 DSchG |    |
|      | Gemeindebackhaus                 | Brittheim, Rathausstraße 18 (Karte) | um 1860      | Putzbau mit zwei Backöfen Geschützt nach § 2 DSchG |    |
|      | Wohnhaus (ehem. Gasthaus Rössle) | Brittheim, Turmstraße 4 (Karte)     | 1805-1808    | Zweigeschossiges, verputztes Wohnhaus mit Ökonomieteil. Profilierte Türlaibungen, pilasterartig ausgebildete Torpfosten, reliefgeschmückte Keilsteine Geschützt nach § 2 DSchG     |    |
|      | Wohnhaus                         | Brittheim, Turmstraße 10 (Karte)    | Ende 18. Jh. | Heute Schuppen, eingeschossiger Fachwerkbau mit ehemaliger Flurküche und getäfelter Wohnstube mit Felderdecke Geschützt nach § 2 DSchG                                             | BW |

## Heiligenzimmern
| Bild           | Bezeichnung                           | Lage                                          | Datierung | Beschreibung | ID |
| -------------- | ------------------------------------- | --------------------------------------------- | --------- | --- | -- |
| Weitere Bilder | Katholische Pfarrkirche St. Patricius | Heiligenzimmern, Bruckstraße 5/1 (Karte)      | 1847-1850 | Verputzter Saalbau mit Satteldach, eingezogenem Polygonalchor und niedrigen, beidseitigen Sakristeibauten. Westturm mit spitzem Polygonalhelm, Maßwerkfenster, Westportal mit Wimperg und Fialenschmuck. Langhaus mit weit gespanntem Tudorbogengewölbe mit Rippen und Stichkappen, zweigeschossige Westempore, netzrippengewölbter Chor, neugotische Ausstattung Geschützt nach § 2 DSchG |    |
|                | Pfarrhaus                             | Heiligenzimmern, Bruckstraße 10 (Karte)       | 18. Jh.   | Dreigeschossiger Putzbau in Hanglage mit rustizierenden Ecklisenen im Erdgeschoss und ersten Obergeschoss, Krüppelwalmdach Geschützt nach § 2 DSchG |    |
|                | Schul- und Rathaus                    | Heiligenzimmern, Danbachstraße 5 (Karte)      | 1868      | Dreigeschossiger Hausteinbau mit Kniestock, Satteldach und Rundbogenportal. Geschützt nach § 2 DSchG |    |
|                | Laufbrunnen                           | Heiligenzimmern, bei Danbachstraße 13 (Karte) | 1875      | Laufbrunnen mit eisernem Stock und Trog Geschützt nach § 2 DSchG |    |
|                | Wohnhaus                              | Heiligenzimmern, Höfstraße 10 (Karte)         | um 1700   | Zweieinhalbgeschossiger Fachwerkbau mit Satteldach in Hanglage. Teilweise verputzt, Ostfassade mit Sichtfachwerk und kräftiger Vorkragung auf Knaggen Geschützt nach § 2 DSchG |    |
|                | Bauernhof                             | Heiligenzimmern, Höfstraße 37/2 (Karte)       | 1808      | bestehend aus - Wohnstallhaus, zweigeschossig mit Krüppelwalmdach, hofseits über dem Scheunentor heruntergezogen, Erdgeschoss massiv und verputzt, Obergeschoss in Sichtfachwerk, am Südgiebel Klebdach, rustizierte Eckpilaster, traufseitiger Wohnungseingang in profilierter Rahmung mit zweiflügeligem Blatt, im Keilstein Initialen und Datierung, darüber Bauinschrift mit Segensspruch, Inschrifttafel - Remise, eingeschossig mit einhüftigem Satteldach, massiv und verputzt, hofseitig verbrettert und offene Holzlege, Giebel in Fachwerk - Schmiede, eingeschossiger verputzter Massivbau mit flach geneigtem, einseitig auf Bügen weit vorstehendem Satteldach, Giebel in Fachwerk, samt technischer Einrichtung - Hoffläche und Garten Geschützt nach § 2 DSchG |    |
|                | Wegkreuz                              | Heiligenzimmern, bei Kugelwasenweg 2          | 1869      | Steinkruzifix mit Metallkorpus Geschützt nach § 2 DSchG |    |
|                | Klostermühle                          | Heiligenzimmern, Platzstraße 12 (Karte)       | um 1500   | Zweigeschossig mit Satteldach, verputzt, massives Erdgeschoss, rundum vorkragendes Obergeschoss in Fachwerk, im Ostgiebel freiliegendes Fachwerk mit Verblattungen und Vorkragungen, traufseitig gefastes Spitzbogenportal mit Zollernwappen im Scheitelstein, im Inneren Bohlenstube mit gewölbter Bretter-Balkendecke und Ofen Geschützt nach § 12 DSchG |    |
|                | St. Wendelinus-Kapelle                | Heiligenzimmern, Rainweg 3 (Karte)            | 1608      | Rechteckiger Saalbau mit Satteldach und Giebelreiter, leicht eingezogener Polygonalchor, Rundbogenportal, innen Flach gedeckt, Barockaltar aus dem 18. Jh. Erbaut 1608, erweitert 1626, renoviert 1843 und 1874 Geschützt nach § 2 DSchG |    |
| Weitere Bilder | Wegkreuz                              | Heiligenzimmern, außerhalb des Ortes (Karte)  | 1868      | Steinkruzifix mit Metallkorpus Geschützt nach § 2 DSchG |    |

## Isingen
| Bild           | Bezeichnung                        | Lage                                | Datierung    | Beschreibung | ID |
| -------------- | ---------------------------------- | ----------------------------------- | ------------ | --- | -- |
|                | Bauernhaus                         | Isingen, Kirchstraße 1 (Karte)      | wohl 18. Jh. | Zweigeschossiges Bauernhaus mit verputztem Zierfachwerk. Geschützt nach § 2 DSchG |    |
|                | Laufbrunnen                        | Isingen, bei Kirchstraße 21 (Karte) | 19. Jh.      | Laufbrunnen mit eisernem Trog und eisernem Brunnenstock. Geschützt nach § 2 DSchG |    |
| Weitere Bilder | Evangelische Pfarrkirche St.Martin | Isingen, Kirchstraße 25 (Karte)     | um 1500      | Verputzter Saalbau mit Satteldach, höherer Polygonalchor mit Strebepfeilern, Chorflankenturm mit Satteldach, Maßwerkfenster, ornamental bemalte Holzfelderdecke im Langhaus, Netzrippengewölbe im Chor. Ummauerter Kirchhof mit Gefallenendenkmälern. Geschützt nach § 28 DSchG |    |
|                | Wirthausschild Rössle              | Isingen, Neue Straße 1 (Karte)      | wohl um 1900 | Schmiedeeisernes Nasenschild mit goldfarbenem Pferd. Geschützt nach § 2 DSchG |    |

## Leidringen
| Bild           | Bezeichnung                                    | Lage                                       | Datierung               | Beschreibung | ID |
| -------------- | ---------------------------------------------- | ------------------------------------------ | ----------------------- | --- | -- |
| Weitere Bilder | Gasthaus Grüner Baum                           | Leidringen, Erzinger Straße 30 (Karte)     | 1673                    | zweigeschossiger Putzbau mit massivem, steinsichtigem Erdgeschoss, rückwärtiger Giebel mit freiliegendem Fachwerk, Wirtshausschild, Krüppelwalmdach. Geschützt nach § 2 DSchG |    |
|                | Friedhofsmauer mit Rundturm und Friedhofskreuz | Leidringen, Haldenstraße (Karte)           | vor 1842                | Geschützt nach § 2 DSchG |    |
|                | Pfarrhaus                                      | Leidringen, Haldenstraße 2 (Karte)         | im Kern 17. Jh.         | zweigeschossiges, verputztes Gebäude mit Satteldach und profilierten Rundbogentüren, das gegen die Kirchhofmauern gesetzt ist. Massives Erdgeschoss mit Eckquaderung, Obergeschoss in Fachwerk. Geschützt nach § 2 DSchG |    |
|                | Bauernhaus                                     | Leidringen, Paradiesstraße 6 (Karte)       |                         | Massives Erdgeschoss, zwei Fachwerk-Obergeschosse, Ökonomieteil verbrettert. Satteldach mit südseitiger Photovoltaikanlage. Geschützt nach § 2 DSchG |    |
|                | Backhaus                                       | Leidringen, Paradiesstraße 7 (Karte)       |                         | eingeschossiger Massivbau mit angebautem Ofen in Bruchsteinmauerwerk Geschützt nach § 2 DSchG |    |
| Weitere Bilder | Gefallenendenkmal                              | Leidringen, Rosenfelder Straße (Karte)     | 1930                    | Denkmal für die Gefallenen des Ersten Weltkriegs, erweitert für die Gefallenen des Zweiten Weltkriegs, steile Pyramide aus Bossenquaderwerk, an der Vorderseite Bronzerelief mit Stahlhelm, Bajonett und Lorbeerzweig, flankiert von als Naturdenkmale ausgewiesenen Schutzbäumen, errichtet nach Plan des Rosenfelder Oberlehrers Gottlob Mayer durch Martin Schlotter. Geschützt nach § 2 DSchG                                    |    |
|                | Bauernhaus                                     | Leidringen, Rottweiler Straße 15 (Karte)   | 1695                    | Zweigeschossiger Fachwerkbau mit starker Mauer an der Giebelseite. Geschützt nach § 2 DSchG |    |
|                | Bauernhaus                                     | Leidringen, Rottweiler Straße 17 (Karte)   | um 1700                 | Zweigeschossiges Bauernhaus mit Sichtfachwerk im Obergeschoss und am Giebel. Geschützt nach § 2 DSchG |    |
|                | Bauernhaus                                     | Leidringen, Rottweiler Straße 24 (Karte)   | 18. Jh. (im Kern älter) | zweigeschossiges Bauernhaus mit massivem Erdgeschoss, im Obergeschoss freiliegendes Fachwerk, Scheunenteil erneuert. Geschützt nach § 2 DSchG |    |
|                | Gemeindebackhaus                               | Leidringen, Rottweiler Straße 26 (Karte)   | im Kern vor 1842        | Eingeschossiger Putzbau. Geschützt nach § 2 DSchG |    |
|                | Steintafel mit württembergischem Wappen        | Leidringen, Rottweiler Straße 33 (Karte)   | 1768                    | Die Tafel zeigt das württembergische Wappen zur Zeit von Herzog Carl Eugen. Geschützt nach § 2 DSchG | BW |
| Weitere Bilder | Evangelische Pfarrkirche                       | Leidringen, Rottweiler Straße 34 (Karte)   | um 1150                 | Verputzter Saalbau mit Satteldach, Chorturm mit Krüppelwalmdach und Schießscharten, flach gedecktes Langhaus, profilierter, gestäbter Chorbogen, im Chor Netzrippengewölbe über Konsolfiguren, ornamentale Renaissanceausmalung, barocke Ausstattungsstücke, mittelalterliche Glocken, die älteste von 1300, spätgotischer Bau über römischen Mauerresten; Kirchhofmauer, Bruchstein, mit Rundbogenportal. Geschützt nach § 28 DSchG |    |
|                | ehem. Waschhaus                                | Leidringen, Rottweiler Straße 39/1 (Karte) | 1709                    | eingeschossiger Putzbau mit Zeltdach, samt Brunnenstube aus Hausteinen mit steinernem Satteldach Geschützt nach § 2 DSchG |    |

## Rosenfeld
| Bild           | Bezeichnung                                   | Lage                                                      | Datierung | Beschreibung              | ID                       |
| -------------- | --------------------------------------------- | --------------------------------------------------------- | --------- | ------------------------- | ------------------------ |
|                | Inschriftstein                                | Rosenfeld, Balinger Straße 12 (Karte)                     |           | Geschützt nach § 2 DSchG  | BW                       |
| Weitere Bilder | Marktbrunnen                                  | Rosenfeld, bei Balinger Straße 15, 17 (Karte)             |           | Geschützt nach § 28 DSchG |                          |
|                | Postbrunnen                                   | Rosenfeld, Bickelsberger Straße/Leidringer Straße (Karte) |           | Geschützt nach § 2 DSchG  | BW                       |
|                | Wohnhaus                                      | Rosenfeld, Brechete 19 (Karte)                            |           |                           | BW                       |
|                | Pumpbrunnen                                   | Rosenfeld, Brechete 22 (Karte)                            |           | Geschützt nach § 2 DSchG  | BW                       |
|                | Steinbrücke über die Stunzach                 | Rosenfeld, außerhalb des Ortes (Karte)                    |           | Geschützt nach § 2 DSchG  | BW                       |
| Weitere Bilder | Hofgut Fischermühle                           | Rosenfeld, Fischermühle 1-3 (Karte)                       |           | Geschützt nach § 2 DSchG  |                          |
|                | Brücke über die Stunzach                      | Rosenfeld, bei Fischermühle 1 (Karte)                     |           | Geschützt nach § 2 DSchG  | BW                       |
| Weitere Bilder | Oberamtsgebäude                               | Rosenfeld, Frauenberggasse 1 (Karte)                      |           | Geschützt nach § 12 DSchG |                          |
| Weitere Bilder | Altes Rathaus                                 | Rosenfeld, Frauenberggasse 2 (Karte)                      |           | Geschützt nach § 28 DSchG |                          |
| Weitere Bilder | Ursulahaus                                    | Rosenfeld, Frauenberggasse 7 (Karte)                      |           | Geschützt nach § 2 DSchG  |                          |
| Weitere Bilder | Fruchtkasten                                  | Rosenfeld, Frauenberggasse 8 (Karte)                      |           | Geschützt nach § 28 DSchG |                          |
|                | Laufbrunnen                                   | Rosenfeld, vor Frauenberggasse 11 (Karte)                 |           | Geschützt nach § 2 DSchG  | BW                       |
|                | Friedhofskapelle                              | Rosenfeld, Hagweg 1 (Karte)                               |           | Geschützt nach § 2 DSchG  | BW                       |
|                | Denkmal für neun Musketiere                   | Rosenfeld, bei Hagweg 1                                   |           | Geschützt nach § 2 DSchG  |                          |
| Weitere Bilder | Heiligenmühle                                 | Rosenfeld, Heiligenmühle 1 (Karte)                        |           | Geschützt nach § 2 DSchG  |                          |
|                | Kindlesbrunnen                                | Rosenfeld, Königsberger Straße 6                          |           | Geschützt nach § 2 DSchG  |                          |
| Weitere Bilder | Stadtbefestigung                              | Rosenfeld                                                 |           | Geschützt nach § 12 DSchG |                          |
| Weitere Bilder | Alte Apotheke                                 | Rosenfeld, Mömpelgardgasse 5 (Karte)                      |           | Geschützt nach § 28 DSchG |                          |
|                | Wohnhaus                                      | Rosenfeld, Mömpelgardgasse 15 (Karte)                     |           | Geschützt nach § 2 DSchG  |                          |
|                | Alte Gerbe                                    | Rosenfeld, Mömpelgardgasse 17 (Karte)                     |           | Geschützt nach § 2 DSchG  |                          |
| Weitere Bilder | Evangelische Stadtkirche Unserer Lieben Frau  | Rosenfeld, Mömpelgardgasse 28 (Karte)                     |           | Geschützt nach § 28 DSchG | Wikidata-Objekt anzeigen |
| Weitere Bilder | Kirchenbrunnen                                | Rosenfeld, hinter Mömpelgardgasse 28 (Karte)              |           | Geschützt nach § 2 DSchG  |                          |
|                | Bierkeller                                    | Rosenfeld, Pfingsthaldeweg 5 (Karte)                      |           | Geschützt nach § 2 DSchG  | BW                       |
|                | Ehemalige Torbrücke                           | Rosenfeld, Rote Haldeweg                                  |           | Geschützt nach § 12 DSchG |                          |
| Weitere Bilder | Torturm                                       | Rosenfeld, Rote Haldeweg 1 (Karte)                        |           | Geschützt nach § 28 DSchG |                          |
|                | Untergeschoss des südlichen Flankierungsturms | Rosenfeld, Rote Haldeweg 1                                |           | Geschützt nach § 12 DSchG |                          |
|                | Laufbrunnen                                   | Rosenfeld, bei Rote Haldeweg 4                            |           | Geschützt nach § 2 DSchG  |                          |
|                | Laufbrunnen                                   | Rosenfeld, bei Rote Haldeweg 17                           |           | Geschützt nach § 2 DSchG  |                          |
|                | Bauernhaus                                    | Rosenfeld, Rote Haldeweg 18 (Karte)                       |           |                           | BW                       |
|                | Bauernhaus                                    | Rosenfeld, Rote Haldeweg 20 (Karte)                       |           | Geschützt nach § 2 DSchG  | BW                       |
|                | Bauernhaus                                    | Rosenfeld, Spitalstraße 1 (Karte)                         |           | Geschützt nach § 2 DSchG  | BW                       |
| Weitere Bilder | Spital                                        | Rosenfeld, Spitalstraße 7 (Karte)                         |           | Geschützt nach § 2 DSchG  |                          |
|                | Laufbrunnen                                   | Rosenfeld, bei Spitalstraße 7                             |           | Geschützt nach § 2 DSchG  |                          |
|                | Wagnerwerkstatt                               | Rosenfeld, Stadtgraben 4 (Karte)                          |           | Geschützt nach § 2 DSchG  | BW                       |
|                | Eiskeller                                     | Rosenfeld, hinter Stadtgraben 21 (Karte)                  |           |                           |                          |
|                | Katholische Stadtkirche St. Maria             | Rosenfeld, Trichtinger Weg 12 (Karte)                     |           |                           | BW                       |

## Täbingen
| Bild           | Bezeichnung                       | Lage                                | Datierung      | Beschreibung | ID |
| -------------- | --------------------------------- | ----------------------------------- | -------------- | --- | -- |
|                | Bauernhaus                        | Täbingen, Bergstraße 1 (Karte)      | Anfang 18. Jh. | Zweigeschossiges, verputztes Bauernhaus mit freiliegendem Sichtfachwerk im Ostgiebel. Geschützt nach § 2 DSchG                                                 | BW |
|                | Eisener Stock eines Laufbrunnens  | Täbingen, bei Bergstraße 4 (Karte)  | um 1900        | Mit Ortsschild Geschützt nach § 2 DSchG |    |
|                | Ökonomiegebäude der Fischersmühle | Täbingen, Fischersmühle 1 (Karte)   | 1795           | Langgestreckter, zweigeschossiger Fachwerkbau mit Satteldach. Geschützt nach § 2 DSchG                                                                         | BW |
|                | Bauernhaus                        | Täbingen, Im Oberland 5 (Karte)     | um 1700        | Zweigeschossiges, verputztes Bauernhaus mit freiliegendem Zierfachwerk im Ostgiebel. Geschützt nach § 2 DSchG                                                  |    |
|                | öffentliche Waage                 | Täbingen, Im Oberland 5 (Karte)     | um 1950        | Öffentliche Waage mit Wiegeplatte, Viehwaage und Warteraum. Geschützt nach § 2 DSchG                                                                           |    |
| Weitere Bilder | Karsthans-Kirche                  | Täbingen, Im Oberland 5/1 (Karte)   |                | Verputzter Hallenbau mit Satteldach, seitlich gotischer Chorturm mit Krüppelwalmdach. Mit ummauertem Kirchhof und Gefallenendenkmal. Geschützt nach § 28 DSchG |    |
|                | Pfarrhaus                         | Täbingen, im Oberland 9 (Karte)     | 1712           | Verputztes Erdgeschoss, verschindeltes Obergeschoss, leichte Vorkragungen am Giebel. Geschützt nach § 2 DSchG                                                  |    |
|                | Bauernhaus                        | Täbingen, Kronenstraße 9 (Karte)    | 1715/1862      | Zweigeschossiges Bauernhaus mit massivem Erdgeschoss, freiliegendem Fachwerk an der Traufseite und Blechschindeln am Giebel. Geschützt nach § 2 DSchG          | BW |
|                | Bauernhaus                        | Täbingen, Löwenstraße 3 (Karte)     | Ende 17. Jh.   | Zweigeschossiges, verputztes Bauernhaus mit holzgetäfelter Stube im Erdgeschoss. Geschützt nach § 2 DSchG                                                      |    |
|                | Laufbrunnen                       | Täbingen, bei Löwenstraße 3 (Karte) | um 1900        | Laufbrunnen mit altem Brunnenstock und neuerem Trog. Geschützt nach § 2 DSchG                                                                                  |    |